# Истровка (Брянская область)
Истровка — деревня в Стародубском муниципальном округе Брянской области.

## География
Находится в южной части Брянской области на расстоянии приблизительно 12 км по прямой на юго-запад от районного центра города Стародуб.

## История
Упоминалась в 1712 году как хутор Миклашевских в составе Стародубской полковой сотни, позднее деревня. В середине XX века работал колхоз «Красный ударник». В 1974 году в состав деревни включен поселок Алифановщина (Петровский). В 1859 году здесь (деревня Стародубского уезда Черниговской губернии) было учтено 16 дворов, в 1892 — 12. В 1941 году здесь насчитывалось 34 двора. До 2019 года входила в состав Каменского сельского поселения, с 2019 по 2020 год в состав Воронокского сельского поселения Стародубского района до упразднения последних.

## Население
Численность населения: 137 человек (1859 год), 56 (1892), 62 человека в 2002 году (русские 98 %), 19 в 2010.